# إليك بول
إليك بول (بالإنجليزية: Alec Poole)‏ هو سائق سيارة سباق أيرلندي، ولد في 21 مايو 1943 في دبلن في جمهورية أيرلندا.

## روابط خارجية
- إليك بول على موقع DriverDB.com (الإنجليزية)
- إليك بول على موقع eWRC-results.com (الإنجليزية)